# Khonvoum
 (mars 2012).
Le dieu Khonvoum (connu également sous les noms de Khonuum, Kmvoum, et Chorum) est le dieu suprême des Mbuti. 
Il est le dieu de la chasse qui tient dans ses mains un arc fait de deux serpents qui se présentent aux hommes sous la forme d'un arc-en-ciel. Tous les jours, après le coucher du soleil, Khonvoum réunit des fragments d'étoiles et les jette dans le soleil afin de le revitaliser en vue du jour suivant. De manière occasionnelle, Khonvoum contacte les mortels par l'intermédiaire de Gor (un dieu du tonnerre qui est aussi un éléphant) ou un caméléon (comparable au messager divin de la mythologie Yoruba, Orish-nla. Khonvoum a créé l'humanité à partir de l'argile. Les hommes noirs ont été faits à partir d'argile noire, les blancs à partir d'argile blanche, et les Pygmées à partir d'argile rouge. Il a aussi créé les animaux dont ont besoin les chasseurs.